# بئر الخاتم
بئر الخاتم أو بئر أريس أو بئر النبي إحدى آبار المدينة المنورة التي شرب منها النبي محمد، وسُميت ببئر الخاتم لأنها البئر التي وقع فيها خاتم النبي من يد الخليفة الراشدي عثمان بن عفان، وقد روى البخاري حديث أبو موسى الأشعري أن الرسول جلس على بئر أريس وتوسط قفها وكشف عن ساقيه ودلاهما في البئر. وهو المكان الذي فيه بشّر الرسول أبا بكر الصديق وعمر بن الخطاب وعثمان بن عفان بالجنة، وينسب بئر أريس إلى رجل من اليهود اسمه أريس، وتقع البئر غربي مسجد قباء مقابل له بالقرب من الحديقة الصغيرة التابعة لسور المسجد، وقد أزيل بسبب توسعة مسجد قباء.

## قصة الخاتم
رواية أبي موسى الأشعري تدل على أحداث القصة فقد لبس النبي محمد خاتمًا من ورِق، لبسه من بعده أبو بكر الصديق طيلة فترة خلافته ثم لبسه عمر بن الخطاب طيلة فترة خلافته ثم لبسه عثمان بن عفان إلى السنة السادسة من ولايته وبينما هو جالس على فوهة البئر يحرك الخاتم في يده إذا به يسقط من إصبعه ويختفي في قاع البئر، اغتم عثمان لفقد الخاتم وأمر بنزح الماء واستمرت عملية البحث ثلاثة أيام دون جدوى وكان سقوط الخاتم إرهاصًا للفتنة التي حدث في عهده وانتهت بمقتله.

## موقع البئر ووصفه

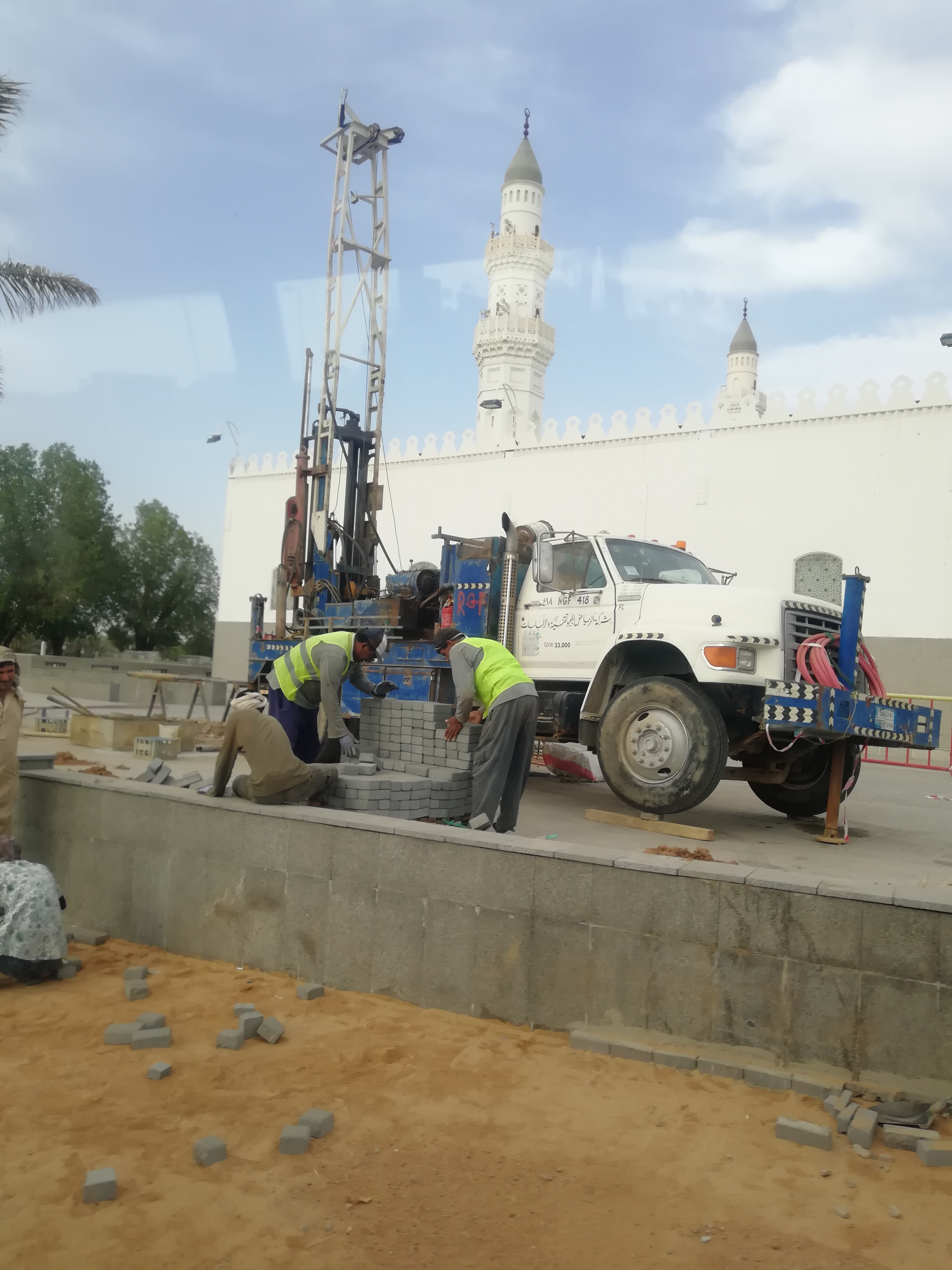
إعادة حفر بئر أريس (الخاتم) بجوار مسجد قباء

يقع بئر أريس في المدينة في حديقة على مقربة من مسجد قباء يبعد عنه 38 مترًا فقط، وكان عليها قبّة شامخة في الهواء، وقد أزيلت البئر بما عليها من قبة لصالح التوسعة السعودية لمسجد قباء، ويبدو أن البئر لم تكن عميقة حيث يصل عمقها إلى 12 م وقطر فتحته متر ونصف وماؤه يصب في بركة تسقي الحديقة حيث يزرع فيها الفواكه وخاصة العنب وذكر الفيروز آبادي في «المغانم المطابة في معالم طابة» أن بئر الخاتم تقع تحت أطم من أطام المدينة كانت قد خربت وتهدمت وبني باعلاها سكن لمن يقوم على الحديقة ويخدم مسجد قباء، وحولها دور الأنصار وآثارهم كما أن لها درجا للنزول إليها يستخدمها الزوار وقاصدو الوضوء والشرب، وهو الدرج الذي جدده اللامي سنة 714 هـ.

## بئر أريس في صحيح البخاري
اشتهر هذا البئر لوروده في صحيح البخاري فعن سعيد بن المسيب قال أَخبرني أبو موسى الأشعري أنه توضأ في بيته ثم خرج، فقلت لألزمن رسول الله ﷺ ولأكونن معه يومى هذا، قال فجاء المسجد فسأَل عن النبى ﷺ فقالوا خرج ووجه ها هنا، فخرجت على إِثره أسأل عنه حتى دخل بئر أريس فجلست عند الباب، وبابها من جريد حتى قضى رسول الله ﷺ حاجته فتوضأ فقمت إِليه فإِذا هو جالس على بئرِ أريس وتوسط قفها وكشف عن ساقيه ودلاَهما في البئر، فسلمت عليه ثم انصرفت فجلست عند الباب، فقلت لأكونن بواب رسول الله ﷺ اليوم .
فجاء أبو بكر فدفع الباب فقلت من هذا فقال أبو بكر، فقلت على رسلك ثم ذهبت فقلت يا رسول الله هذا أبو بكر يستأذن فقال : ائذن له وبشره بالجنة، فأقبلت حتى قلت لأبى بكر ادخل ورسول الله ﷺ يبشرك بالجنة، فدخل أبو بكر فجلس عن يمين رسول اللَه ﷺ معه في القف ودلى رجليه في البئر كما صنع النبى ﷺ وكشف عن ساقيه، ثم رجعت فجلست وقد تركت أخى يتوضأ ويلحقنى فقلت إِن يرد الله بفلان خيرا - يريد أخاه - يأت به، فإذا إِنسان يحرك الباب فقلت من هذا فقال عمر بن الخطاب فقلت على رسلك ثم جئت إِلى رسول اللَّه ﷺ فسلمت عليه فقلت هذا عمر بن الخطاب يستأذن فقال : ائذن له وبشره بالجنة، فجئت فقلت ادخل وبشرك رسول اللَّه ﷺ بالجنة، فدخل فجلس مع رسول اللَّه ﷺ في القف عن يساره ودلى رجليه في البئر ثم رجعت فجلست، فقلت إِن يرد اللَّه بفلان خيرا يأت به، فجاء إِنسان يحرك الباب فقلت من هذا فقال عثمان بن عفان فقلت على رسلك فجئت إلى رسول اللَّه ﷺ فأخبرته فقال : ائذن له وبشره بالجنة على بلوى تصيبه، فجئته فقلت له ادخل وبشرك رسول اللَّه ﷺ بالجنة على بلوى تصيبك فدخل فوجد القف قد ملئ فجلس وجاهه من الشق الآخر . قال شريك قال سعيد بن المسيب فأولتها قبورهم .

## رسالة الشيخ ابن باز بشأن البئر
أرسل الشيخ عبد العزيز بن عبد الله بن باز إلى مفتي الديار السعودية وجاء فيها:
| بئر الخاتم | من عبد العزيز بن عبد الله بن باز حضرة سماحة الوالد شيخنا الشيخ محمد بن إبراهيم آل الشيخ وفقه الله ونصر به دينه آمين سلام عليكم ورحمة الله وبركاته وأما بعد , ففي هذه الأيام بلغني أن هناك حركة في بلدية المدينة المنورة لإعادة بناء القبة على بئر الخاتم المعروفة غربي مسجد قباء ثم ثبت عندي صحة ذلك من طرق يوثق بها فاتصلت بسمو أمير المدينة وأخبرته أن هذا لا يجوز ، وأن الواجب بقاؤها على حالها أو دفنها ومواساتها بالأرض سعة للميدان الذي هي في وسطه وهو موقف للسيارات التكاسي وغيرها . ثم اتصلت بفضيلة الشيخ عبد العزيز بن صالح وأخبرته بما بلغني فتكدر لذلك ، وكتب لسمو أمير منطقة المدينة في الموضوع ، وإلى سماحتكم صورة ما كتبه . وإذا رأى سماحتكم الاتصال بجلالة الملك والمشورة عليه بأن الواجب دفنها سعة للميدان وحسما لمادة التبرك بها من أهل الجهل فهو مناسب وفيما يراه سماحتكم إن شاء الله كفاية . سدد الله رأيكم وبارك في جهودكم ونصر بكم دينه وحمى بكم شريعته . والسلام عليكم ورحمة الله وبركاته | بئر الخاتم |